# Suttanipata
Suttanipata, pali Suttanipāta, är ett poetiskt verk i Sutta-pitakas femte del, Khuddaka Nikaya inom den buddhistiska palikanonen Tipitaka – ”de tre korgarna”. Suttanipata sägs tillhöra de äldsta texterna i palikanonen tillsammans med Udana. Sutrorna i Suttanipata är ofta enkla och raka i sin stil och struktur. Prosa och vers är blandade med berättelser och ballader som har inslag av dialog. Även till form och innehåll finns det tydliga tecken på att Suttanipata tillhör de äldre delarna av palikanonen, på det sätt texterna anknyter till historiska indiska traditioner.

## Indelning och struktur
Suttanipata ("Sutta-samlingen") är den femte boken i Khuddaka Nikaya och består av 71 korta sutror som är indelade i fem kapitel:
I. Uragavagga -- Ormkapitlet
II. Culavagga – Det mindre kapitlet
III. Mahavagga – Det större kapitlet
IV. Atthaka Vagga -- Oktetten
V. Parayanavagga – Kapitlet på väg mot den andra stranden
Atthaka Vagga har fått sitt namn av att de fyra första dikterna – där tre av dikterna dessutom har ordet atthaka i titeln – består av vardera åtta verser. Detta faktum har lett till teorier om att dessa fyra dikter utgör den ursprungliga samlingen, som senare byggts på med ytterligare dikter. Emellertid är många av kapitlen (vaggas) i samlingen och för den delen också i Vinayapitaka namngivna efter något i inledningen av respektive vagga, utan att de därför går att skilja ut från resten av texten. Teorin har därför inte kunnat föras i bevisning.

## Etymologi
Suttanipāta består av de två orden sutta, som betyder "sutra" och nipāta som betyder "samling. Det poetiska verkets titel kan alltså översättas "Samlingen av sutror".

## Suttanipata på svenska
Verket finns i svensk översättning av Rune E. A. Johansson, Sutta Nipāta buddhistiska ballader och lärodikter i en översättning från pali. Boken utkom på Forum 1976, 182 sidor lång och med den alternativa titeln Tipiṭaka. Suttapiṭaka. Khuddakanikāya. Suttanipāta. , ISBN 9137063235.

## Fotnoter
1. ↑  Sutra är sanskrit, motsvarande ord på pali är ”sutta”.

## Läs mera
Verket finns tillgängligt på nätet i engelsk version översatt av K. R. Norman och utgiven av Pali Text Society (2001) The Group of Discourses (Sutta-Nipata).